# Армения на зимних Олимпийских играх 2014
Армения на зимних Олимпийских играх 2014 в Сочи была представлена четырьмя спортсменами в двух видах спорта. Знаменосцем сборной Армении на открытии Олимпийских игр был Сергей Микаелян.

## Результаты соревнований

### Горнолыжный спорт
Спортсменов — 1
Мужчины
| Соревнование      | Спортсмены       | 1 спуск | 1 спуск | 2 спуск | 2 спуск | Всего   | Место |
| Соревнование      | Спортсмены       | Время   | Место   | Время   | Место   | Всего   | Место |
| ----------------- | ---------------- | ------- | ------- | ------- | ------- | ------- | ----- |
| Гигантский слалом | Арман Серебракян | 1:29,59 | 54      | 1:28,81 | 42      | 2:58,40 | 46    |
| Слалом            | Арман Серебракян | 55,90   | 60      | 1:04,67 | 31      | 2:00,57 | 34    |

### Лыжные гонки
Спортсменов — 3
Мужчины
Дистанционные гонки
| Соревнование              | Спортсмены      | Результат | Место |
| ------------------------- | --------------- | --------- | ----- |
| 15 км классическим стилем | Сергей Микаелян | 42:39,1   | 46    |
| 15 км классическим стилем | Артур Егоян     | DNS       | DNS   |
| Скиатлон 15+15 км         | Сергей Микаелян | 1:13:16,6 | 46    |
| Скиатлон 15+15 км         | Артур Егоян     | 1:17:44,5 | 63    |
| Масс-старт 50 км          | Сергей Микаелян |           |       |

Женщины
Дистанционные гонки
| Соревнование              | Спортсмены   | Результат | Место |
| ------------------------- | ------------ | --------- | ----- |
| 10 км классическим стилем | Катя Галстян | 35:26,4   | 64    |